# Voie des Finances (métro de Paris)

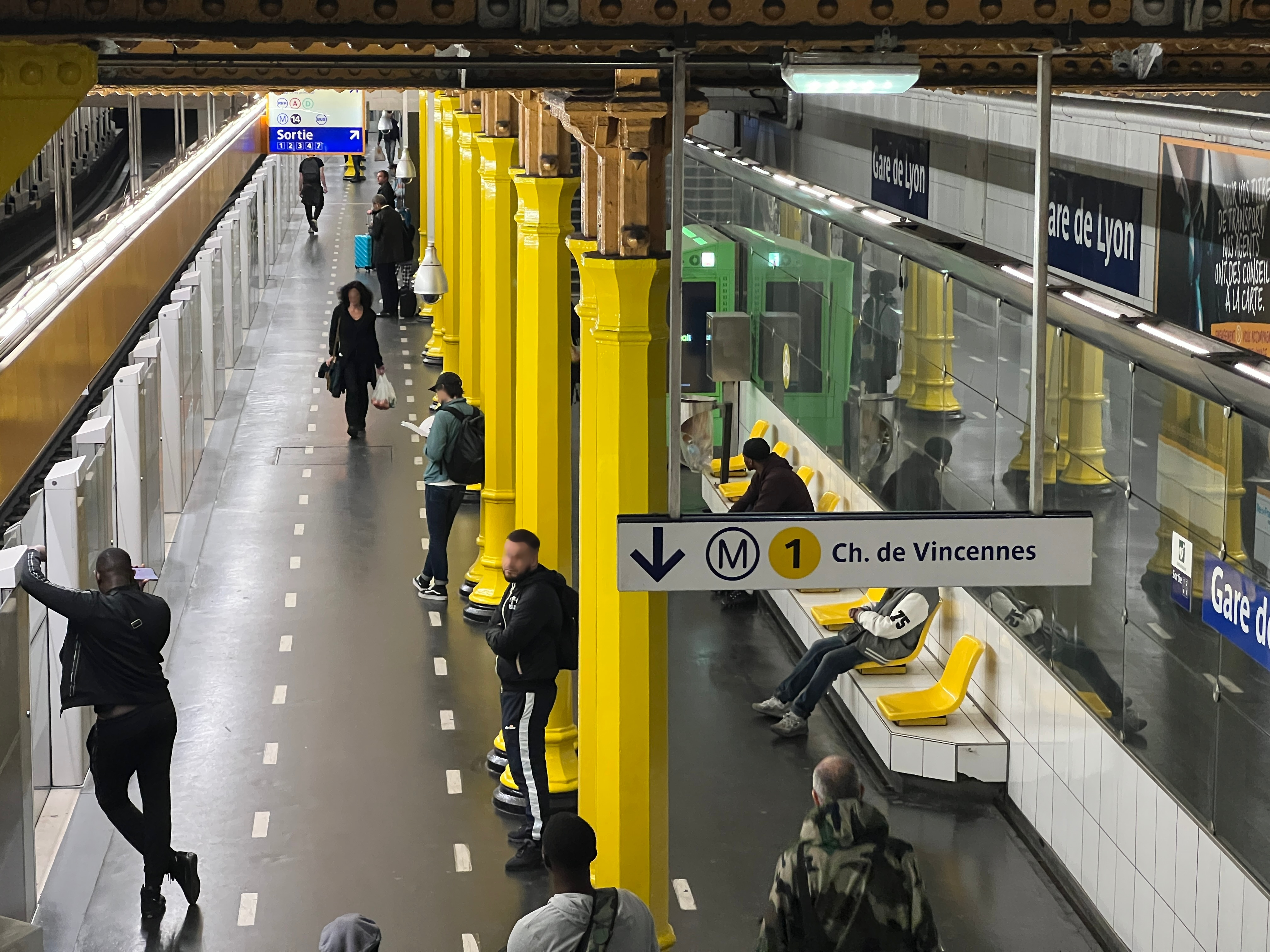
La ligne 1 à la station Gare de Lyon. Le raccordement entre les lignes 1 et 5 se situe derrière les vitres à droite.

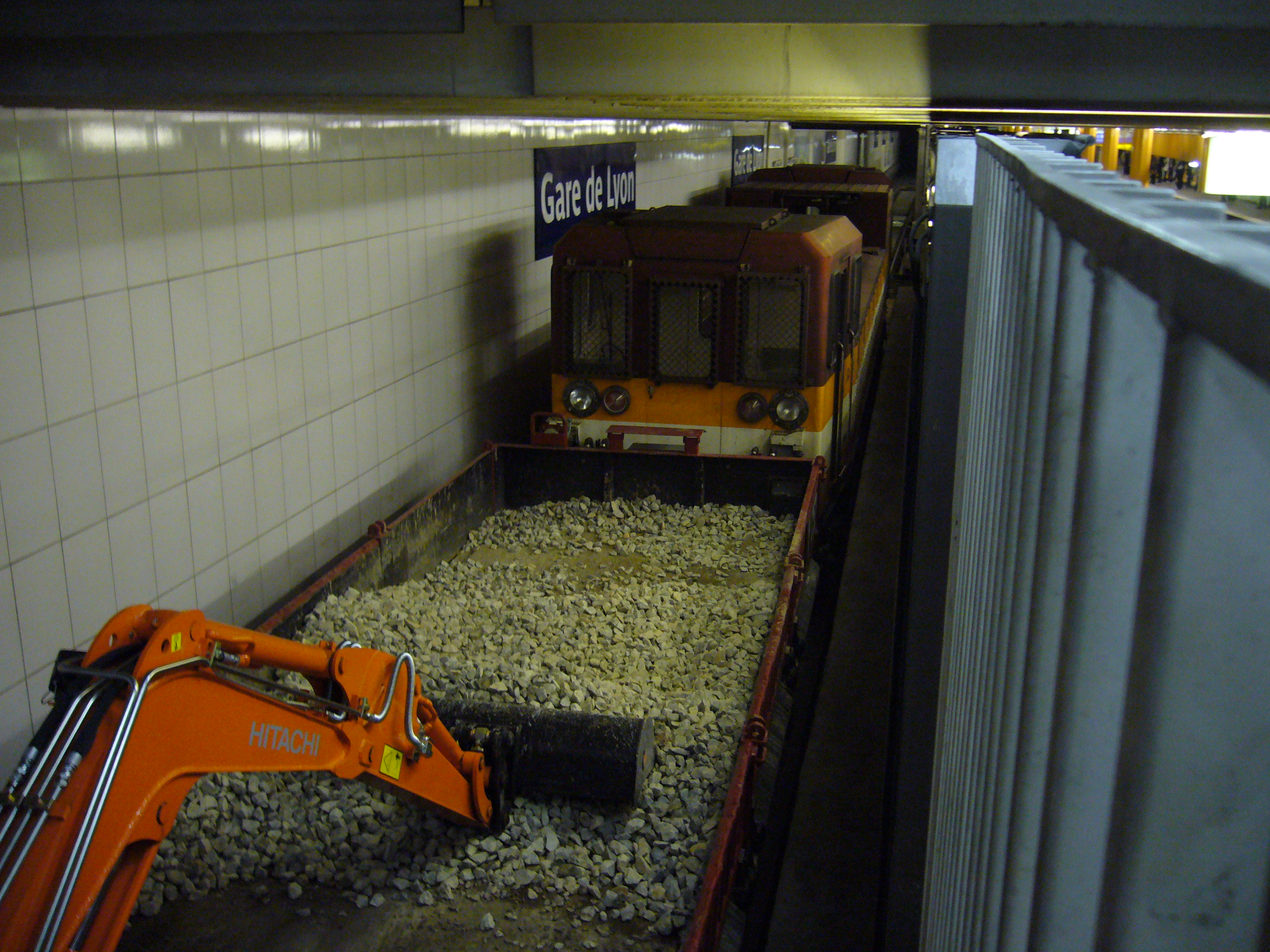
Tracteur à marche électrique sur le même raccordement.

La voie des finances est le nom donné à un ancien tronçon du métro de Paris. Il était constitué d'une voie unique à écartement étroit, connectée à une voie de raccordement reliant la ligne 5 et la ligne 1 entre les stations Quai de la Rapée et Gare de Lyon.

## Histoire
Le raccordement des ligne 5 et ligne 1, construit à double voie, a été utilisé pour le service commercial entre Place Mazas, actuellement Quai de la Rapée, et Gare de Lyon du 13 juillet au 17 décembre 1906. Pendant les quinze premiers jours d'exploitation, une navette assure la liaison, puis elle est remplacée par les trains de la ligne 5 qui rebroussent à Place Mazas. Cette exploitation ne durera pas, étant conçue comme une solution provisoire en attendant l'extension de la ligne 5 jusqu'à la station Lancry (renommée Jacques Bonsergent, le 10 juillet 1946).
De 1937 à 1957, le train de finances approvisionne les stations du réseau en billets tandis qu'il collecte les boîtes à finances. Il est formé de deux tracteurs T 35 à 37 et parcourt chaque soir l'itinéraire Quai de la Rapée - Place d'Italie - Étoile - Gare de Lyon. Après cette dernière station, les finances sont déchargées dans le raccordement et transférées sur une ligne à voie étroite de soixante centimètres dite voie des finances, dont l'entrée est protégée par une porte blindée. Des navettes électriques spécifiques y circulent jusqu'aux coffres-forts situés dans les caves du bâtiment d'administration, quai de la Rapée.
Jusqu'au 7 octobre 1967, la Compagnie du chemin de fer métropolitain de Paris (CMP) puis la RATP ont collecté leurs recettes à l'aide de ces trains spéciaux. 
Ce fonctionnement inspire le film La Grosse Caisse d'Alex Joffé.
La voie des finances proprement dite est laissée à l'abandon à partir de cette date. Elle est en grande partie démolie dans les années 1990 lors de la construction de la station Gare de Lyon de la ligne 14, ainsi que de la Maison de la RATP. Une courte portion du tunnel et de la voie sont cependant encore visibles.
Le raccordement entre les lignes 1 et 5 a été maintenu en service mais rarement utilisé, servant principalement au garage des rames. Il est clos par des grilles tant du côté de Gare de Lyon que du côté de Quai de la Rapée. À partir de 2018, le raccordement a trouvé un nouvel usage : la voie a été équipée pour le roulement sur pneumatique afin de servir de base d'essais. Les MP 89 CC, réduits de six à cinq caisses en vue de leur mutation sur la ligne 6, y ont été testés.